# Alfred L. Gardner
Alfred Lunt Gardner (* 10. November 1937 in Salem, Massachusetts) ist ein US-amerikanischer Mammaloge.

## Leben
Gardner ist der Sohn von Waldo J. und Ruth L. Gardner. Er hat einen Zwillingsbruder. Seine frühe Kindheit verbrachte er bis zur dritten Klasse in Salem auf dem Gallows Hill. 1947 zog er mit seiner Familie auf eine Farm in North Andover, Massachusetts. Ab 1949 begann er sich ernsthaft der Jagd und dem Fallenstellen zu widmen und verkaufte als Erstsemester an der Danvers High School in Danvers, Massachusetts, sein erstes Fell. 1953 erfolgte ein Umzug nach Tucson, Arizona, wo er zunächst die Absicht hatte, auf die High School zu verzichten und stattdessen in einem Supermarkt zu arbeiten. Da sein Vater jedoch jede Woche seinen Gehaltsscheck verlangte, überdachte er die Vorteile einer Ausbildung und ging zur Tucson Senior High School, die er im Juni 1955 abschloss. Im März 1955 wurde er in die United States Army eingezogen. Er war beim 24th Tank Battalion, 96th Infantry Division, stationiert, durchlief im Juni 1955 die Grundausbildung in Fort Ord, Kalifornien, absolvierte im August ein Panzer-Sommerlager in Camp Irwin, Kalifornien und schrieb sich im September 1955 an der University of Arizona für ein Studium im Fachbereich Wildtiermanagement ein.
Im Herbst 1957 ergab sich eine Prioritätenänderung, nachdem er einen Kurs in Mammalogie belegte und lernte, Fledermäuse und Ratten zu fangen sowie Museumspräparate anzufertigen. Im darauffolgenden Frühjahr arbeitete er als Schweißer. Auf einer Exkursion entdeckte er jedoch eine Fledermauskolonie, was zu einer aktiven Teilnahme an einem Fledermausberingungsprogramm unter der Leitung von E. Lendell Cockrum führte. Im Frühjahr 1959 arbeitete er nachts als Schweißer und war tagsüber Student, bis er im Juni 1959 die Gelegenheit erhielt, Sammelexkursionen in Mexiko durchzuführen, von wo er eine große Anzahl von Säugetierproben, vor allem Fledermäuse, mitbrachte. 1961 erlangte er den Bachelor of Science an der University of Arizona. Nach einem weiteren Jahr des Sammelns in Mexiko absolvierte er ab 1963 ein Master-Studium in Zoologie an der University of Arizona, das er 1965 abschloss. 1965 schrieb er sich für ein Doktoratsstudium in Zoologie an der Louisiana State University ein. Die Sommer 1966 und 1968 verbrachte er in einem Indianerdorf im Osten Perus und einen Teil der Jahre 1966 und 1967 in Costa Rica. Im August 1970 wurde er mit der Dissertation The Systematics of the genus Didelphis (Marsupialia: Didelphidae) in North and Middle America unter der Leitung von George H. Lowery zum Ph.D. promoviert.
Nach einer Postdoc-Stelle am M.D. Anderson Hospital and Tumor Institute in Houston, Texas, von 1970 bis 1971 sowie Assistenzprofessuren an der Louisiana State University in Baton Rouge (1972–1973) und der Tulane University (1973) in New Orleans, wurde er im Mai 1973 Kurator am Vogel- und Säugetierlabor des National Museum of Natural History der Smithsonian Institution.
Gardners Forschung umfasst die Taxonomie, Morphologie, Genetik, Verbreitung, Nahrungsgewohnheiten, Lebensweise und Nomenklatur von Säugetieren der westlichen Hemisphäre. Sie basiert auf einer Synthese aus persönlicher Feldarbeit und Ergebnissen aus der Untersuchung von Exemplaren in Museumssammlungen, kombiniert mit veröffentlichten Informationen, insbesondere der früheren Literatur des späten 18., 19. und frühen 20. Jahrhunderts.
2005 schrieb Gardner die Beiträge über die Beutelratten, Mausopossums, die Chiloé-Beutelratte, Gürteltiere und Zahnarme in der 3. Auflage des Werks Mammal Species of the World. 2008 war er Herausgeber des Werks Mammals of South America, Band 1: Marsupials, Xenarthrans, Shrews, and Bats. 2014 gehörte er zum Autorenteam der Schrift List of Recent Land Mammals of Mexico.
Er war an den Erstbeschreibungen von über 25 Beutelratten-, Fledermaus- und Nagetierarten aus der Neotropis beteiligt. 2010 wurde er zum Ehrenmitglied der American Society of Mammalogists gewählt.

## Dedikationsnamen
Nach Gardner sind unter anderen folgenden Arten und Gattungen benannt: Proechimys gardneri da Silva, 1998, Rhipidomys gardneri Patton, da Silva & Malcolm, 2000, Monodelphis gardneri Solari, Pacheco, Vivar & Emmons, 2012, Gardnerycteris Hurtado & Pacheco, 2014 sowie Peromyscus gardneri Lorenzo, Álvarez-Castañeda, Pérez-Consuegra & Patton, 2016.